# Подзаконный правовой акт
Подзаконный нормативный правовой акт (ПНПА) — правовой акт органа государственной власти, имеющий более низкую юридическую силу, чем закон.
Не следует отождествлять подзаконный нормативный акт лишь с государством, так как, например, местное самоуправление не входит в систему органов государственной власти (статья 12 Конституции Российской Федерации). Подзаконный нормативный акт — принятый компетентными органами и устанавливающий норму права юридический акт, основанный на законе и не противоречащий ему.
Нормативный правовой акт занимает особое место в системе правовых актов, поэтому его следует отличать от актов применения и актов толкования правовых норм. Все нормативные правовые акты функционируют как единая система, характеризующаяся согласованностью, взаимодействием, иерархичностью, специализацией по отраслям и институтам.

## Классификация
В зависимости от органов, принявших подзаконный нормативный акт: общие, ведомственные, местные, локальные.
По сфере действия:
- общие (действуют на территории всего государства)
- местные (действуют в отдельной местности)
- ведомственные (действуют внутри ведомств)
- локальные (внутриорганизационные)
- индивидуальные (выделяются в случае признания существования индивидуальных правовых норм, например в коммуникативной теории права).

По издающим органам (применительно к системе нормативно-правовых актов России):
- указы Президента Российской Федерации;
- постановления Правительства Российской Федерации, государственных комитетов, администраций;
- приказы, инструкции, указания и иные ведомственные локальные акты;
- акты субъектов Российской Федерации;
- решения представительных органов местного самоуправления.

Коммуникативная теория также выделяет внутригосударственные автономные правовые акты (договоры и соглашения), как общенормативные, так и индивидуально-нормативные, а также все гетерономные индивидуальные правовые акты.
Подзаконный нормативный правовой акт не должен противоречить закону, потому что по иерархии нормативно-правовых актов (НПА) он стоит ниже закона и является подзаконным актом, что следует понимать буквально.